# 张孝文
张孝文（1935年—），原清华大学校长（1988年－1994年），无机非金属材料专家，浙江省宁波人。
1957年，毕业于清华大学机械制造系，历任清华大学化工系教授，博士生导师，化工系主任，理学院副院长、副校长、校长。
1983-1984年在美国理海大学及加州大學柏克萊分校从事研究工作。
“在2011年前把清华大学建设成为世界一流大学”的口号即为张校长提出。
| 前任者： 高景德 | 清华大学校长 1988年10月 - 1994年1月 | 繼任： 王大中 |